# Никифоров, Пётр Павлович
Пётр Павлович Никифоров (29 июля 1917 — 7 апреля 1971) — советский лётчик-ас, штурман 129-го гвардейского истребительного авиационного полка 22-й гвардейской истребительной авиационной дивизии 6-го гвардейского истребительного авиационного корпуса 2-й Воздушной армии, участник Великой Отечественной войны. Герой Советского Союза (27 июня 1945 года).

## Биография
Никифоров П. П., белорус по национальности, родился в Витебске в семье служащего. После окончания восьми классов работал на ж/д станции Витебск. В Советскую Армию вступил в 1938 году, окончив в 1939 году Борисоглебскую военную авиационную школу.
Оказавшись на фронте Великой Отечественной войны в мае 1942 года, Никифоров являлся штурманом 129-го гвардейского истребительного авиационного полка (22-я гвардейская истребительная авиационная дивизия, 6-й гвардейский истребительный авиационный корпус, 2-я воздушная армия, 1-й Украинский фронт). К апрелю 1945 года на счету лётчика, имевшего уже звание гвардии капитана, было 297 боевых вылетов: так, в 69 воздушных боях им лично было сбито 18 самолётов, а в составе группы — 4.
Продолжив после окончания войны службу в ВВС, Никифоров в 1954 году окончил курсы усовершенствования офицерского состава. В 1960 году Никифоров в звании полковника ушёл в запас, после чего жил и работал в городе Клин.
27 июня 1945 года Никифорову П. П. было присвоено звание Героя Советского Союза.

## Награды
- Герой Советского Союза (27 июня 1945 года);
- орден Ленина;
- четыре ордена Красного Знамени;
- орден Красной Звезды;
- медали.

## Семья
Никифоров Арсений Павлович — старший брат (род. 5 мая 1913).